# December Baby
December Baby è il quinto album in studio della cantante statunitense JoJo. Incentrato totalmente sul tema natalizio, l'album include sia canzoni inedite che cover di classici natalizi.

## Scrittura e composizione
Per quest'album, JoJo è tornata a lavorare con artisti con cui aveva collaborato precedentemente, quali Jacob Collier, Austin Brown e PJ Morton.

## Promozione
Nel dicembre 2020, JoJo ha realizzato un videoclip per la title track. Il 18 dicembre 2020 l'artista ha tenuto un concerto virtuale in cui ha cantato l'intero contenuto del disco. In tale occasione JoJo si è esibita presso il Roxy di Los Angeles in totale assenza di pubblico.

## Tracce
1. Noelle (feat. Jacob Collier) – 0:43
2. Have Yourself a Merry Little Christmas – 3:51
3. O Come All ye Faithful – 0:56
4. December Baby – 3:19
5. Coming Home – 2:26
6. The Christmas Song – 2:40
7. Deck the Halls – 0:30
8. Wrap Me Up – 2:15
9. North Pole – 2:53
10. What Child Is This? – 0:49
11. Silent Night – 2:35
12. Wishlist (feat. PJ Morton)
13. We Wish You a Merry Christmas – 0:40